# Les Bréviaires
Bréviaires – miejscowość i gmina we Francji, w regionie Île-de-France, w departamencie Yvelines.
Według danych na rok 1990 gminę zamieszkiwały 903 osoby, a gęstość zaludnienia wynosiła 46 osób/km² (wśród 1287 gmin regionu Île-de-France Bréviaires plasuje się na 654. miejscu pod względem liczby ludności, natomiast pod względem powierzchni na miejscu 83.).